# Lucas Pittinari
Lucas Pittinari (Laborde, 30 novembre 1991) è un ex calciatore argentino, di ruolo centrocampista.

## Caratteristiche tecniche
È un centrocampista centrale.

## Carriera
Cresciuto nelle giovanili del Belgrano, ha esordito il 2 ottobre 2010 in occasione del match di campionato vinto 3-0 contro l'Independiente Rivadavia.